# معركة سيدي بوزيد
معركة سيدي بوزيد معركة من معارك الحرب العالمية الثانية التي وقعت خلال الحملة على تونس. وقد خيضت المعركة بين قوات الحلفاء وقوات المحور. وتضمنت القوات الألمانية بما فيها «شعبة البانزر10» «وشعبة البانزر 21» من جيش الدبابات الخامس بقيادة العقيد العام (Generaloberst) «هانز يورغن فون أرنيم». وتضمنت القوات الأمريكية عناصر من الفيلق الثاني بقيادة اللواء لويد فردندال. دارت المعركة حول سيدي بوزيد في وسط تونس.

## مواضيع ذات صلة
- حملة تونس
- معركة سجنان
- معركة القصرين